# 1719
1719 (MDCCXIX) a fost un an obișnuit al calendarului gregorian, care a început într-o zi de sâmbătă.

## Arte, știință, literatură și filozofie
- 25 aprilie: Daniel Defoe publică romanul Robinson Crusoe.

## Nașteri
- 25 ianuarie: Sophia Dorothea a Prusiei, soția margrafului Frederic Wilhelm de Brandenburg-Schwedt (d. 1765)

## Decese
- 17 iunie: Joseph Addison, 47 ani, scriitor englez (n. 1672)